# Вілас (Колорадо)
Вілас (англ. Vilas) — місто (англ. town) в США, в окрузі Бака штату Колорадо. Населення — 98 осіб (2020).

## Географія
Вілас розташований за координатами 37°22′25″ пн. ш. 102°26′51″ зх. д. / 37.37361° пн. ш. 102.44750° зх. д. (37.373664, -102.447416).  За даними Бюро перепису населення США в 2010 році місто мало площу 0,33 км², уся площа — суходіл.

## Демографія
Згідно з переписом 2010 року, у місті мешкало 114 осіб у 44 домогосподарствах у складі 28 родин. Густота населення становила 344 особи/км².  Було 60 помешкань (181/км²).
Расовий склад населення:
| - 92,1 % — білих - 0,9 % — корінних американців - 0,9 % — азіатів - 4,4 % — осіб інших рас |

До двох чи більше рас належало 1,8 %. Частка іспаномовних становила 14,0 % від усіх жителів.
За віковим діапазоном населення розподілялося таким чином: 29,8 % — особи молодші 18 років, 55,3 % — особи у віці 18—64 років, 14,9 % — особи у віці 65 років та старші. Медіана віку мешканця становила 34,0 року. На 100 осіб жіночої статі у місті припадало 96,6 чоловіків;  на 100 жінок у віці від 18 років та старших — 105,1 чоловіків також старших 18 років.
Середній дохід на одне домашнє господарство  становив 37 997 доларів США (медіана — 32 500), а середній дохід на одну сім'ю — 35 394 долари (медіана — 26 875). Медіана доходів становила 22 188 доларів для чоловіків та 24 375 доларів для жінок. За межею бідності перебувало 24,8 % осіб, у тому числі 31,7 % дітей у віці до 18 років та 26,3 % осіб у віці 65 років та старших.
Цивільне працевлаштоване населення становило 83 особи. Основні галузі зайнятості: освіта, охорона здоров'я та соціальна допомога — 39,8 %, будівництво — 37,3 %, транспорт — 8,4 %, сільське господарство, лісництво, риболовля — 6,0 %.